# パトリック・コーテ
パトリック・コーテ（Patrick Côté、1980年2月29日 - ）は、カナダの男性総合格闘家。ケベック州リムスキ出身。BTTカナダ所属。元TKO世界ミドル級王者。元MFCミドル級王者。パトリック・コートとも表記される。

## 来歴
カナダ陸軍在籍中の2000年にアマチュア総合格闘技を始め、2002年にプロデビュー。
2004年10月22日、UFC初参戦となったUFC 50でガイ・メッツァーの代役として急遽ティト・オーティズと対戦し、0-3の判定負けを喫した。
2006年8月、UFC再挑戦を賭け、The Ultimate Fighterのシーズン4に参加。11月11日、フィナーレのミドル級トーナメント決勝でトラヴィス・ルターと対戦し、腕ひしぎ十字固めで一本負けを喫した。
2007年6月1日、TKO世界ミドル級王座決定戦でジェイソン・デイと対戦し、パンチ連打でTKO勝ちを収め王座獲得に成功した。
2007年8月25日、UFC 74ではケンドール・グローブと対戦し、右クロスカウンターでダウンを奪いマウントパンチで追撃してTKO勝ち。ノックアウト・オブ・ザ・ナイトを受賞した。
2008年1月23日、UFC Fight Night: Swick vs. Burkmanでドリュー・マクフェドリーズと対戦し、パンチラッシュでTKO勝ち。ノックアウト・オブ・ザ・ナイトを受賞した。
2008年10月25日、UFC 90の世界ミドル級タイトルマッチでアンデウソン・シウバに挑戦し、3ラウンドにコーテがステップ中に右膝を脱臼して試合続行不可能になりTKO負けを喫し王座獲得に失敗した。
2010年5月8日、1年6か月ぶりの復帰戦となったUFC 113でアラン・ベルチャーと対戦し、チョークスリーパーで一本負け。
2010年10月23日、UFC 121でトム・ローラーと対戦し、0-3の判定負け。3連敗となりUFCからリリースされた。
2012年7月7日、1年9か月ぶりのUFC参戦となったUFC 148でカン・リーと対戦し、0-3の判定負けを喫した。
2013年3月16日、ウェルター級転向初戦となったUFC 158でボビー・ヴォルカーと対戦し、3-0の判定勝ちを収めた。
2015年8月23日、UFC Fight Night: Holloway vs. Oliveiraでジョシュ・バークマンと対戦し、パウンドでTKO勝ち。ファイト・オブ・ザ・ナイトを受賞した。
2017年4月8日、UFC 210でチアゴ・アウベスと対戦し、判定負け。試合後に引退を表明した。

## 戦績
| 総合格闘技 戦績 | 総合格闘技 戦績 | 総合格闘技 戦績 | 総合格闘技 戦績 | 総合格闘技 戦績 | 総合格闘技 戦績 | 総合格闘技 戦績 |
| --------------- | --------------- | --------------- | --------------- | --------------- | --------------- | --------------- |
| 34 試合         | (T)KO           | 一本            | 判定            | その他          | 引き分け        | 無効試合        |
| 23 勝           | 10              | 3               | 9               | 1               | 0               | 0               |
| 11 敗           | 2               | 3               | 6               | 0               | 0               | 0               |

| 勝敗 | 対戦相手                   | 試合結果                          | 大会名                                                          | 開催年月日     |
| ×    | チアゴ・アウベス           | 5分3R終了 判定0-3                 | UFC 210: Cormier vs. Johnson 2                                  | 2017年4月8日   |
| ×    | ドナルド・セラーニ         | 3R 2:35 TKO（右フック→パウンド）  | UFC Fight Night: MacDonald vs. Thompson                         | 2016年6月18日  |
| ○    | ベン・ソーンダース         | 2R 1:14 TKO（パウンド）           | UFC Fight Night: Dillashaw vs. Cruz                             | 2016年1月17日  |
| ○    | ジョシュ・バークマン       | 3R 1:26 TKO（パウンド）           | UFC Fight Night: Holloway vs. Oliveira                          | 2015年8月23日  |
| ○    | ジョー・リッグス           | 5分3R終了 判定3-0                 | UFC 186: Johnson vs. Horiguchi                                  | 2015年4月25日  |
| ×    | スティーブン・トンプソン   | 5分3R終了 判定0-3                 | UFC 178: Johnson vs. Cariaso                                    | 2014年9月27日  |
| ○    | カイル・ノーク             | 5分3R終了 判定3-0                 | UFC Fight Night: Bisping vs. Kennedy                            | 2014年4月16日  |
| ○    | ボビー・ヴォルカー         | 5分3R終了 判定3-0                 | UFC 158: St-Pierre vs. Diaz                                     | 2013年3月16日  |
| ○    | アレッシオ・サカラ         | 1R 1:26 反則（後頭部へのパンチ）  | UFC 154: St-Pierre vs. Condit                                   | 2012年11月17日 |
| ×    | カン・リー                 | 5分3R終了 判定0-3                 | UFC 148: Silva vs. Sonnen 2                                     | 2012年7月7日   |
| ○    | グスタボ・シム             | 1R 2:44 KO（パンチ連打）          | Amazon Forest Combat 2                                          | 2012年3月31日  |
| ○    | クラフトン・ワレス         | 1R 1:36 TKO（足の負傷）           | Instinct MMA: Instinct Fighting 1                               | 2011年10月7日  |
| ○    | トッド・ブラウン           | 5分3R終了 判定3-0                 | Ringside MMA 11: Quebec City                                    | 2011年6月4日   |
| ○    | カリブ・スターンズ         | 5分3R終了 判定3-0                 | Ringside MMA 10: Cote vs. Starnes                               | 2011年4月9日   |
| ×    | トム・ローラー             | 5分3R終了 判定0-3                 | UFC 121: Lesnar vs. Velasquez                                   | 2010年10月23日 |
| ×    | アラン・ベルチャー         | 2R 3:25 チョークスリーパー        | UFC 113: Machida vs. Shogun 2                                   | 2010年5月8日   |
| ×    | アンデウソン・シウバ       | 3R 0:39 TKO（右膝の脱臼）         | UFC 90: Silva vs. Cote 【UFC世界ミドル級タイトルマッチ】        | 2008年10月25日 |
| ○    | ヒカルド・アルメイダ       | 5分3R終了 判定2-1                 | UFC 86: Jackson vs. Griffin                                     | 2008年7月5日   |
| ○    | ドリュー・マクフェドリーズ | 1R 1:44 TKO（スタンドパンチ連打） | UFC Fight Night: Swick vs. Burkman                              | 2008年1月23日  |
| ○    | ケンドール・グローブ       | 1R 4:45 TKO（マウントパンチ）     | UFC 74: Respect                                                 | 2007年8月25日  |
| ○    | ジェイソン・デイ           | 1R 4:05 TKO（パンチ連打）         | TKO 29: Repercussion 【TKO世界ミドル級王座決定戦】              | 2007年6月1日   |
| ○    | スコット・スミス           | 5分3R終了 判定3-0                 | UFC 67: All or Nothing                                          | 2007年2月3日   |
| ×    | トラヴィス・ルター         | 1R 2:18 腕ひしぎ十字固め          | The Ultimate Fighter 4 Finale 【ミドル級トーナメント 決勝】     | 2006年11月11日 |
| ○    | ジェイソン・マクドナルド   | 5R 1:55 チョークスリーパー        | MFC 9: No Excuses 【MFCミドル級王座決定戦】                     | 2006年3月10日  |
| ○    | ビル・マフッド             | 2R 2:42 チョークスリーパー        | KOTC: Anarchy 【KOTC Canadaライトヘビー級王座決定戦】           | 2006年2月11日  |
| ×    | クリス・リーベン           | 5分3R終了 判定1-2                 | Ultimate Fight Night 1                                          | 2005年8月6日   |
| ×    | ジョー・ドークセン         | 3R 2:35 チョークスリーパー        | UFC 52: Couture vs. Liddell 2                                   | 2005年4月16日  |
| ○    | リカルドー・フランソワ     | 5分3R終了 判定2-1                 | TKO 19: Rage 【TKOカナダライトヘビー級タイトルマッチ】          | 2005年1月29日  |
| ×    | ティト・オーティズ         | 5分3R終了 判定0-3                 | UFC 50: The War of '04                                          | 2004年10月22日 |
| ○    | ビル・マフッド             | 1R 0:21 KO（パンチ連打）          | TKO 16: Infernal 【TKOカナダライトヘビー級タイトルマッチ】      | 2004年5月22日  |
| ○    | スティーブ・ヴィニョー     | 1R 1:08 KO（パンチ連打）          | TKO 14: Road Warriors 【TKOカナダライトヘビー級タイトルマッチ】 | 2003年11月29日 |
| ○    | ヤン・ペレリン             | 5分3R終了 判定3-0                 | TKO 13: Ultimate Rush                                           | 2003年9月6日   |
| ○    | グレン・マードック         | 1R終了時 TKO（タオル投入）        | UCC Proving Ground 9                                            | 2003年3月22日  |
| ○    | パスカル・ゴッスリン       | 1R 1:18 チョークスリーパー        | UCC Proving Ground 8                                            | 2002年11月3日  |

## 獲得タイトル
- 第5代TKOカナダライトヘビー級王座（2003年）
- 初代KOTC Canadaライトヘビー級王座（2006年）
- 初代MFCミドル級王座（2006年）
- 第6代TKO世界ミドル級王座（2007年）

## 表彰
- ブラジリアン柔術 黒帯
- UFC ファイト・オブ・ザ・ナイト（1回）
- UFC ノックアウト・オブ・ザ・ナイト（2回）